# Clavija weberbaueri
Clavija weberbaueri är en viveväxtart som beskrevs av Carl Christian Mez. Clavija weberbaueri ingår i släktet Clavija och familjen viveväxter. Inga underarter finns listade i Catalogue of Life.